# Auberg
Auberg település Ausztriában, Felső-Ausztria tartományban, a Rohrbachi járásban , területe 13 km².

## Fekvése
Tengerszint feletti magassága 595 méter. Auberg Haslach an der Mühl, Sankt Peter am Wimberg, Neufelden, Arnreit és Rohrbach-Berg településekkel határos.

## Népesség
Lakosainak száma 551 fő (2018. január 1.).